# كتار
كتار أو كتارا    هو نوع من أنواع خناجر الدفع من شبه القارة الهندية .  يتميز السلاح بقبضته اليدوية الأفقية على شكل حرف H والتي ينتج عنها وضع الشفرة فوق مفاصل أصابع المستخدم. وهو أشهر الخناجر الهندية وأكثرها تميزًا.  كما استُخدمت الكتارات الاحتفالية في العبادة. 

## اصول الكلمة
نظرًا لأنه نشأ في جنوب الهند، فمن المحتمل أن يكون الاسم الأقدم للسلاح هو التاميل كاتاري ( கட்டாரி ). ومن المعروف أيضًا في التاميل باسم kuttuvāḷ ( குத்துவாள் ) وهو ما يعني "شفرة الطعن". تم تعديل هذا إلى اللغة السنسكريتية مثل kaṭār ( कत्तार ) أو kaṭārī .
تشمل الأسماء الإقليمية الأخرى للسلاح كاثاري ( ಕಠಾರಿ ) في الكانادا ، كاثاري ( కఠారి ) في التيلجو ، كاثارا ( കട്ടാര ) في المالايالامية ، كاتيارا ( कत्यार ) في الماراثية آتار ( ਕਟਾਰ ) في البنجابية ، وقيراط ديوان لغة |(chhuiket ) في نيبال kaṭāra ( कतार ) أو kaṭāri باللغة الهندية .[بحاجة لمصدر]

## التاريخ
تم إنشاء الكاتار في جنوب الهند ،  ارتبطت أشكالها الأولى ارتباطًا وثيقًا بإمبراطورية فيجاياناجارا في القرن الرابع عشر. ربما نشأت مع موستيكا ، وهي طريقة لحمل خنجر بين الإصبع الأوسط والسبابة  لا تزال مستخدمة في كالاريباياتو وجاتكا اليوم . الاسم الحقيقي لهذا هو "كيداري" وهو من فئة أسلحة حرب التاميل القديمة. كيداري مشتق من مصطلح "كيديام آري" الذي يعني "مقسم الدرع" باللغة التاميلية. ويشير الاسم إلى أن هذا السلاح يستخدم لكسر الدروع والدروع . تم استخدام السلاح من قبل العديد من وحدات المشاة العرقية التاميلية المعروفة أيضًا باسم "كالاتباداي". يندرج هذا ضمن فئة "مشتيكاي" في نظام الأسلحة الهندي. "موشتي" تعني إغلاق الأصابع و"كاي" تعني الذراع.
تم منح ملك التاميل كيداري ذهبيًا كعربون ولاء من جنرال كالاتباداي. وكان يرتديه كرمز لاحترام الملك للجنود الذين ضحوا بحياتهم من أجله في الحرب دون أي تردد. لاحقًا تم منح شاتراباتي شيفاجي مهراج كيداري أثناء غزوه لتاميل نادو. ربما تم تصميم نوع معين من الخناجر لهذا الغرض، حيث يوصف الموستيكا بشكل غامض على أنه "خنجر قبضة" في قائمة ترسانة أبو الفضل بن مبارك .  إحدى أشهر مجموعات الكاتار المبكرة تأتي من مملكة ثانجافور ناياك في القرن السابع عشر.  غالبًا ما كان لدى الكاتار، التي يعود تاريخها إلى هذه الفترة، قوس مفصل يشبه ورقة الشجر أو الصدفة ينحني لأعلى من أعلى النصل لحماية الجزء الخلفي من اليد. يُطلق على  هذا الشكل أحيانًا اسم "الكاتارا ذات القلنسوة" ولكن تم التخلص من واقي المفاصل تمامًا بحلول النصف الأخير من القرن السابع عشر.  مع انتشار السلاح في جميع أنحاء المنطقة، أصبح رمزًا للمكانة، مثل كريس جنوب شرق آسيا أو كاتانا اليابانية . غالبًا ما كان يتم تصوير الأمراء والنبلاء وهم يرتدون الكاتار إلى جانبهم. ولم يكن هذا مجرد إجراء احترازي للدفاع عن النفس، بل كان يهدف أيضًا إلى إظهار ثروتهم ومكانتهم. حتى أن نبلاء المغول كانوا يصطادون النمور بالكاتار.
قد تتضمن بعض تصميمات الكاتار الحديثة مسدسات ذات طلقة واحدة مدمجة في جانبي السلاح. في القرن الثامن عشر، تم تجديد بعض القطرات التقليدية بهذا الابتكار. توقف استخدام القطران بشكل شائع بحلول القرن التاسع عشر، على الرغم من أنها كانت لا تزال مصاغة لأغراض الديكور. خلال القرنين الثامن عشر والتاسع عشر، تم إنتاج مجموعة مميزة من القطر في بوندي في راجاستان . لقد كانت مصنوعة بشكل مزخرف وكانت مقابضها مغطاة برقائق ذهبية. عُرضت هذه القطرات في المعرض الكبير لعام 1851 في كريستال بالاس ، لندن . منذ ذلك الحين، يُشار أحيانًا إلى السلاح خطأً باللغة الإنجليزية باسم "خنجر بوندي".[بحاجة لمصدر]

## المظهر
يحتوي الكاتار الأساسي على شفرة قصيرة وواسعة ومثلثة. وتكمن خصوصيتها في المقبض الذي يتكون من قضيبين متوازيين متصلين بقطعتين متقاطعتين أو أكثر، إحداهما في نهاية القضبان الجانبية ومثبتة بالشفرة. يشكل الباقي المقبض الذي يكون في الزاوية اليمنى للشفرة. تحتوي بعض المقابض على أذرع طويلة تمتد على طول ساعد المستخدم. المقبض بشكل عام مصنوع بالكامل من الفولاذ وقد يكون مذهبًا أو مزينًا بطريقة أخرى.
عادةً ما يتم قطع الشفرة، التي يبلغ طولها عادةً 30-90 سم (12-35 بوصة)، بعدد من القطع الكاملة. معظم الكاتار لها شفرات مستقيمة، ولكن في جنوب الهند تكون متموجة عادة.  غالبًا ما تكون شفرات جنوب الهند عريضة عند المقبض ومستدقة في خطوط مستقيمة حتى النقطة، ومضلعة بشكل متقن بأخاديد موازية للحواف. في بعض الأحيان تكون الشفرات منحنية قليلاً. يتم تقسيم بعض الشفرات إلى نقطتين، ويتضمن أحد الأشكال الزخرفية شفرة خارجية مجوفة تفتح بمفصلات لتكشف عن شفرة أصغر بالداخل.
يمكن أن تكون قوة دفع الكاتار كبيرة جدًا بحيث يتم تكثيف العديد من الشفرات عند النقطة لمنعها من الانحناء أو الانكسار. وقد أدى هذا أيضًا إلى تعزيز استخدامها ضد البريد. توصف الكاتار ذات الأطراف السميكة عادةً بأنها "خارقة للدروع"، ولكن من المحتمل أن الشفرات الضيقة والنحيلة فقط هي التي جعلت هذه الوظيفة ممكنة. كان مثل هذا السلاح قادرًا على اختراق النسيج أو البريد.[بحاجة لمصدر]
غالبًا ما كان النبلاء الهنود يرتدون الكاتار المزخرف كرمز لحالتهم الاجتماعية. قد تكون المقابض مغطاة بالمينا أو الأحجار الكريمة أو رقائق الذهب. وبالمثل، تم نحت الأشكال والمشاهد على النصل. الأغماد، المصنوعة عمومًا من الفولاذ المائي ، كانت تُثقب أحيانًا بتصميمات زخرفية. إن حرارة ورطوبة مناخ الهند جعلت من الفولاذ مادة غير مناسبة لغمد الخنجر، فكانت تغطى بقماش مثل المخمل أو الحرير . كانت بعض الكتار بمثابة غمد لتناسب واحدة أو اثنتين أصغر حجمًا بالداخل.[بحاجة لمصدر]

## التقنيات
نظرًا لأن شفرة الكاتار تتماشى مع ذراع المستخدم، فإن الهجوم الأساسي هو دفع مباشر مماثل للكمة، على الرغم من أنه يمكن استخدامه أيضًا للتقطيع. يسمح هذا التصميم للمقاتل بوضع وزنه بالكامل في الدفع. يمكن استخدام جوانب المقبض للحجب ولكن بخلاف ذلك تتمتع بقدرة دفاعية قليلة. يعود تاريخه إلى القرن السادس عشر، وكان هناك أسلوب قتال واحد على الأقل يركز على القتال باستخدام زوج من الكاتارات، واحدة في كل يد.